# Guia, Ilha e Mata Mourisca
Guia, Ilha e Mata Mourisca (llamada oficialmente União das Freguesias de Guia, Ilha e Mata Mourisca) es una freguesia portuguesa del municipio de Pombal, distrito de Leiría. Según el censo de 2021, tiene una población de 6039 habitantes.

## Historia
Fue creada el 28 de enero de 2013 en aplicación de una resolución de la Asamblea de la República de Portugal promulgada el 16 de enero de 2013 con la unión de las freguesias de Guia, Ilha y Mata Mourisca, pasando su sede a estar situada en la antigua freguesia de Guia.

## Demografía
| Gráfica de evolución demográfica de Guia, Ilha e Mata Mourisca entre 2011 y 2021 |
|                                                                                  |
| Datos según el nomenclátor publicado por el INE portugués.                       |